# Javier Mercedes González
Javier Mercedes González (Asunción, Paraguay, 24 de septiembre de 1979) es un futbolista paraguayo. Juega de delantero

## Selección nacional
Ha sido internacional con la selección de fútbol de Paraguay. Fue citado por primera vez para un amistoso contra el Athletic de Bilbao jugado el 3 de marzo de 2010.

## Clubes
En el 2013 fichó por el Club Sportivo San Lorenzo de Paraguay club con el que obtuvo el ascenso a la Primera División y el título de campeón de la División Intermedia. En la finalísima convirtió el tercer tiro de la tanda de penales, colaborando así a la obtención del título.
| Club             | País     | Año           |
| ---------------- | -------- | ------------- |
| Cerro Corá       | Paraguay | 2000-2001     |
| Sport Colombia   | Paraguay | 2002          |
| Cerro Corá       | Paraguay | 2003-2004     |
| Sportivo Luqueño | Paraguay | 2005-2006     |
| Barcelona SC     | Ecuador  | 2007          |
| Guaraní          | Paraguay | 2007-2008     |
| Libertad         | Paraguay | 2009-2010     |
| Nacional         | Paraguay | 2011-2012     |
| Sportivo Luqueño | Paraguay | 2013          |
| San Lorenzo      | Paraguay | 2013-2019     |
| Iteño            | Paraguay | 2019          |
| Barcelona        | Ecuador  | 2019-presente |

## Palmarés
| Título              | Equipo               | País     | Año  |
| ------------------- | -------------------- | -------- | ---- |
| División Intermedia | Sportivo San Lorenzo | Paraguay | 2014 |